# 田中正雄 (実業家)
田中 正雄(たなか まさお、1926年8月23日 - 2020年7月5日）は、日本の経営者。小松製作所社長を務めた。富山県出身。

## 経歴
1951年に東京大学法学部政治学科を卒業し、同年に小松製作所に入社。1976年3月に取締役に就任し、1981年1月に常務、1984年8月に専務を経て、1987年6月に社長に就任した。1989年6月に取締役相談役に就任し、1991年6月から相談役を務めた。
1993年4月に藍綬褒章を受章し、1999年11月に勲三等旭日中綬章を受章。
2020年7月5日老衰のために死去。93歳没。